# WWF Women’s Tag Team Championship
WWF Women’s Tag Team Championship było tytułem dywizji tag team kobiet profesjonalnego wrestlingu promowanym przez federację World Wrestling Federation.

## Historia tytułu
Kiedy Velvet McIntyre i Princess Victoria dołączyły do WWF w 1983, były już posiadaczkami NWA World Women’s Tag Team Championship. WWF jednak postanowiło przemianować owe tytuły z akronimem na własne, tworząc i dając McIntyre i Victorii WWF Women’s Tag Team Championship. W 2012 zaś, na WWE.com pojawił się artykuł z pomysłem na przywrócenie Women’s Tag Team Championship, jak i również w 2014 Bella Twins dyskutowały nad wprowadzeniem Divas Tag Team Championship.
| Nr. | Drużyna                                               | Panowanie | Data                  | Dni | Miejsce                 | Gala         | Notka |
| --- | ----------------------------------------------------- | --------- | --------------------- | --- | ----------------------- | ------------ | --- |
| 1   | Beauty + Talent (Velvet McIntyre i Princess Victoria) | 1         | 13 maja 1983(dts)     | 574 | Calgary, Alberta        |              | Velvet McIntyre i Princess Victoria były posiadaczkami NWA Women’s World Tag Team Championship przed dołączeniem do WWF, lecz owa federacja postanowiła zamienić akronim w tytule i podarować im WWF Women’s Tag Team Championship. Ich pierwsza walka w WWF odbyła się 4 kwietnia 1984 w Rochester w Nowym Jorku. |
| 2   | Velvet McIntyre (2) i Desiree Petersen                | 1         | 7 grudnia 1984(dts)   | 237 | Pittsburgh, Pensylwania |              | Princess Victoria doznała kontuzji kończącej jej karierę 1 września 1984 w Filadelfii w Pensylwanii. Petersen zajęła jej miejsce jako partnerka McIntyre. |
| 3   | The Glamour Girls (Leilani Kai i Judy Martin)         | 1         | Sierpień 1985         | 906 | Egipt                   |              | [ 1 ] |
| 4   | Jumping Bomb Angels (Noriyo Tateno i Itzuki Yamazaki) | 1         | 24 stycznia 1988(dts) | 136 | Hamilton, Ontario       | Royal Rumble | Był to Two out of three falls match. |
| 5   | The Glamour Girls (Leilani Kai and Judy Martin)       | 2         | 8 czerwca 1988(dts)   | 251 | Omiya, Japonia          |              | Wygrały tytuły przez wyliczenie. |
| —   | Zwakowany                                             | —         | 14 lutego 1989(dts)   | —   | —                       | —            | Tytuł został porzucony w 1989. |

## Łączna liczba panowań

### Drużynowo
| Nr. | Drużyna                                               | Liczba panowań | Łączna liczba dni |
| --- | ----------------------------------------------------- | -------------- | ----------------- |
| 1   | The Glamour Girls (Leilani Kai i Judy Martin)         | 2              | 1,157             |
| 2   | Velvet McIntyre i Princess Victoria                   | 1              | 574               |
| 3   | Velvet McIntyre i Desiree Petersen                    | 1              | 237               |
| 4   | Jumping Bomb Angels (Noriyo Tateno i Itsuki Yamazaki) | 1              | 136               |

### Indywidualnie
| Nr. | Wrestlerka        | Liczba panowań | Łączna liczba dni |
| --- | ----------------- | -------------- | ----------------- |
| 1   | Leilani Kai       | 2              | 1,157             |
| 1   | Judy Martin       | 2              | 1,157             |
| 3   | Velvet McIntyre   | 2              | 811               |
| 4   | Princess Victoria | 1              | 574               |
| 5   | Desiree Petersen  | 1              | 237               |
| 6   | Noriyo Tateno     | 1              | 136               |
| 6   | Itsuki Yamazaki   | 1              | 136               |